# 1416
Rok 1416 (MCDXVI) gregoriánského kalendáře začal v pondělí 1. ledna a skončil v úterý 31. prosince. Dle židovského kalendáře nastal přelom roků 5176 a 5177, dle islámského kalendáře 837 a 838.

## Události
- 27. leden – Republika Dubrovník se stala prvním státem v Evropě, kde bylo otrokářství postaveno mimo zákon.
- 30. květen – Jeroným Pražský upálen jako heretik.
- Byl zničen most Trezzo sull'Adda (nejdelší obloukový most na světě té doby).
- Byla uzavřena námořní smlouva mezi Osmanskou říší a Benátkami – mír, který ukončil krátký konflikt a nastavil pravidla vzájemného námořního obchodu.
- Congkhapův žák Džamjang Čhödže založil v Tibetu buddhistický klášter Däpung, který se stal největším klášterem v Tibetu schopným pojmout až 7 700 mnichů.
- Husitskou bibli dokončují Tamás Pécsi a Bálint Újlaki.

### Probíhající události
- 1405–1433: Plavby Čeng Chea
- 1406–1428: Čínsko-vietnamská válka

## Narození
- 26. února – Kryštof III. Bavorský, dánský, švédský a norský král († 1448)
- 27. března – František z Pauly, poustevník a zakladatel řeholního řádu paulánů († 1507)
- ? – Markéta Habsburská, saská vévodkyně († 1486)
- ? – Tongwa Döndän, 6. karmapa školy Karma Kagjü, školy tibetského buddhismu († 1453)
- ? – Pcheng Š’, politik čínské říše Ming († 27. dubna 1475)
- ? – Mara Branković, dcera srbského knížete Đurađa Brankoviće, manželka osmanského sultána Murada II. († 14. září 1487)

## Úmrtí
- 27. února – Eleonora Kastilská, navarrská královna jako manželka Karla III. (* asi 1352)
- 2. dubna – Ferdinand I., aragonský král (* 27. listopadu 1380)
- 21. května – Anna Celjská, polská královna jako manželka Vladislava II. (* mezi 1380–1386)
- 30. května – Jeronýma Pražského, upálen v Kostnici (* 1378/1380)
- 15. března – Jan z Berry, francouzský princ a vévoda (* 30. listopadu 1340)
- 27. června – Markéta Těšínská, těšínská kněžna (* ?)
- 28. listopadu – Konstancie z Yorku, anglická šlechtična a hraběnka z Gloucesteru (* 1374)
- ? – Wang Fu, čínský malíř, kaligraf a básník (* 1362)

## Hlavy státu
- České království – Václav IV.
- Svatá říše římská – Zikmund Lucemburský
- Papež –
- Anglické království – Jindřich V.
- Francouzské království – Karel VI. Šílený
- Polské království – Vladislav II. Jagello
- Uherské království – Zikmund Lucemburský
- Byzantská říše – Manuel II. Palaiologos